# Ramón Muñoz Gutiérrez
Ramón Muñoz Gutiérrez (Lagos de Moreno, Jalisco, 1960) es fundador y CEO del Centro de Innovación y Paradigmas, así como de Clarify (Business Reinvention).  
Fue el creador de la innovación social conocida como “Miércoles Ciudadano”, que utilizan decenas de gobiernos municipales en México. Durante el sexenio del Presidente Vicente Fox, creó y lideró la Oficina de la Presidencia de la República y, desde esta posición, diseñó y dirigió el modelo de Calidad e Innovación así como la Agenda de Buen Gobierno, misma que fue reconocida por la Organización de las Naciones Unidas (ONU). 
Con el voto unánime de 21 países fue elegido como Presidente del Centro Latinoamericano para la Administración y el Desarrollo (CLAD). 
Como Senador de la República promovió la Ley de Transparencia y la Reforma a la Ley de Ciencia y Tecnología que incorporó el concepto de Innovación. 
Es un escritor reconocido en el campo de la innovación y el cambio de paradigmas. Algunos de sus títulos más destacados son: Pasión por un Buen Gobierno, Innovación Gubernamental, Las dos mentes del ser humano, El Poder de los Paradigmas, Innovación a la mexicana y 6 canastas para Innovar. 
Como conferencista Internacional, se ha dirigido a audiencias de varios países en el mundo, así como a prestigiados foros como Expo Management, Universal Thinking Forum, Innovation & Business Forum (IBF), WOBI y TEDx. 
Es creador y líder del proyecto “Innovación a la Mexicana” cuya misión es “Revolucionar la Cultura de la Innovación en México, para hacer de México un mejor lugar para vivir y convivir". Enfocado en "el enorme potencial creativo de los mexicanos, en especial los jóvenes", busca detonarlo promoviendo la creación de un Ecosistema Nacional Innovador colaborando en plataformas, tanto públicas como privadas como Coparmex, FUMEC y en redes vinculadas con startups por todo México. 
Durante siete años consecutivos (2001 - 2007) la revista Líderes Mexicanos lo seleccionó como uno de los 300 líderes más importantes de México.

## Biografía

### Actividad empresarial
Se ha desempeñado como Consultor independiente en estrategias para el cambio. Fue Consejero fundador de la Institución Guanajuato para la Calidad.
En el sector privado, trabajó para el Grupo Bimbo, una de las empresas de panificación más importantes del mundo, desempeñándose como Jefe de Calidad Total, Jefe de Desarrollo y Gerente de Personal en Bimbo del Centro, S.A.
Es considerado como uno de los principales pioneros del movimiento de la Calidad Total en México.
Ha dictado conferencias en España, Panamá, Honduras, Colombia, Perú y en el prestigiado foro de ExpoManagement. Más de 60,000 personas, dentro y fuera de México, han participado en sus conferencias, seminarios y talleres sobre "Innovación y Paradigmas".

### Actividad académica
Dentro de sus actividades académicas, fue Rector del Instituto Irapuato y del Instituto de Estudios Superiores del Centro, y conferencista invitado en diversos diplomados para universidades e instituciones públicas y privadas. Ha participado en seminarios y foros internacionales de calidad total y reingeniería de gobiernos en Japón, Brasil, Chile, España, Portugal, Bélgica y Estados Unidos.
Su modelo de las ”6 canastas para innovar” se ha ido posicionando como una guía para dirigir la planeación estratégica y reinventar las organizaciones.

## Trayectoria política
Anteriormente fue Jefe de la Oficina de la Presidencia de la República (2000 - 2006), y tuvo bajo su cargo el Programa de Innovación Gubernamental. Fue Presidente del Centro Latinoamericano de Administración para el Desarrollo (CLAD) (2003 - 2004), Coordinador de Asesores del Gobernador del Estado de Guanajuato (1995 - 1999), y Regidor del Ayuntamiento de Irapuato, Guanajuato (1992 - 1994). Fue el jefe de la campaña de Vicente Fox Quesada a la Gubernatura de Guanajuato de la que resultó elegido (1995), así como el principal estratega en la campaña presidencial de 2000.

### Actividad legislativa
En el Senado de la República, Ramón Muñoz presidió el Comité para el Fomento de la Competitividad (2008). Además, fue Secretario de la Comisión de Ciencia y Tecnología, e integrante de las comisiones de Relaciones Exteriores América Latina y el Caribe y de Comercio y Fomento Industrial.
Muñoz ha estado fuertemente comprometido con los temas relativos al Buen Gobierno, impulsando y promoviendo acciones tendientes a crear un gobierno transparente, profesional, de calidad, digital, con mejora regulatoria, y que cueste menos. Es por ello que en abril de 2007 presentó una iniciativa de reforma al Artículo 6 Constitucional en materia de transparencia y acceso a la información pública. Más recientemente, en julio de 2008, presentó otra iniciativa de reforma al Artículo 115 Constitucional que prevé la obligación de establecer un sistema profesional de carrera en las administraciones municipales.

## Libros
- Muñoz Gutiérrez, Ramón. "Seis canastas para innovar." (México: Grijalbo) 2017. ISBN 978-607-315-216-7.
- Muñoz Gutiérrez, Ramón. "Innovación a la Mexicana." (México: Conecta) 2014. ISBN 978-607-31221-5-3.
- Muñoz Gutiérrez, Ramón. "El Poder de los Paradigmas." (México: Centro de Innovación y Paradigmas) 2011. ISBN 978-607-95652-0-6.
- Muñoz Gutiérrez, Ramón. "Las dos mentes del ser humano. Lentes nuevos para una vida nueva." (México: Editorial Grijalbo,) 2009. ISBN 978-607-429-530-6.
- Muñoz Gutiérrez, Ramón. "Innovación Gubernamental." (México: Fondo de Cultura Económica, Sección de obras de Administración Pública.) 2004. ISBN 968-16-7388-3 (rústica), 968-16-7412-X (empastada).
- Muñoz Gutiérrez, Ramón. "Pasión por un Buen Gobierno." (México: Editorial Grijalbo, cuarta edición.) 2003. ISBN 970-05-1552-4.
- Muñoz Gutiérrez, Ramón. "El municipalismo como camino de la transición." (México: Escribano Editores.) 1998. ISBN 968-7950-01-3.
- Muñoz Gutiérrez, Ramón. "La ciudad motor del desarrollo." (México: Escribano Editores.) 1997. ISBN 968-7950-00-5.
- Muñoz Gutiérrez, Ramón. "La voluntad de servir. La administración municipal de León, 1992 - 1994." (México: Instituto Municipio y Desarrollo.) 1994. ISBN 968-7398-02-7.